# 20 000 Lieues dans l'espace
20 000 Lieues dans l'espace (Space Strikers en anglais) est une série télévisée d'animation américano-française en 26 épisodes de 26 minutes, créée d'après le roman de Jules Verne Vingt Mille Lieues sous les mers. La série a été diffusée du 8 mars 1995 à une date inconnue sur M6 dans l'émission M6 Kid.

## Synopsis
Cette série met en scène le descendant du légendaire Capitaine Nemo qui commande le vaisseau spatial Nautilus, nommé ainsi en hommage au sous-marin de son ancêtre. Nemo et son équipage parcourent l'espace et livrent bataille au Maître fantôme, un personnage mi-homme, mi-robot, qui sème le chaos dans l'univers avec ses guerriers fantômes.

## Production
La 3D se développe au milieu des années 1990 dans l’animation. À différents moments d'un épisode, une petite icône verte apparaît dans le coin de l'écran pour avertir le spectateur de mettre des lunettes 3D. Les premières séquences en 3D présentent généralement des images répétées d'arrière-plan et de premier plan se déplaçant dans des directions opposées sur les personnages ou les vaisseaux à l'écran, donnant ainsi l'illusion d'une rotation ou d'un mouvement. Les exemples ultérieurs d'images 3D montrent souvent des vaisseaux spatiaux qui passent devant l'écran, grâce à l'utilisation par la série d'images de synthèse 3D pour de nombreux vaisseaux spatiaux. 
En plus de Ron Wasserman qui a composé la musique originale de cette série, Shuki Levy a également co-composé pour cette série, recyclant une partie de la musique de Starcom : The U.S. Space Force qu'il réutilisera plus tard pour la version doublée en anglais de la saison 1 de Digimon Adventure. Les voix françaises de la série ont été enregistrées aux studios SOFI.
En France, la série a été diffusée du 8 mars 1995 à une date inconnue sur M6 dans l'émission M6 Kid. Elle a ensuite été diffusé aux États-Unis sur UPN du 10 septembre au 3 décembre 1995. Elle est rediffusée plus tard sur M6 du 12 février 1997 à une date inconnue.
En 1996, la société Toy Biz sort une gamme de jouet à l'effigie des personnages de la série comme entre autres, le capitaine Nemo et le Maître fantôme. Elle sort aussi des jouets à l'effigie des vaisseaux comme le Nautilus. Ces jouets ont été vendus aux États-Unis et en Italie, et sont, semblerait-il, inédits en France.
La propriété de la série est passée à Disney en 2001 lorsque Disney a acquis Fox Kids Worldwide, qui comprend également Saban Entertainment. Mais la série n'est pas disponible sur Disney+,,.

## Épisodes
1. Liberté liberté chérie
2. À malin, malin et demi
3. Une arme redoutable
4. Transfert d'énergie
5. Un poisson hors de l'eau
6. La Capture de Victoire
7. Le Dragon vert
8. La Force du loup
9. La Pierre noire
10. Jeux guerriers
11. Contre attaque
12. Des guerriers et des clowns
13. Le Procès
14. La Dernière Bataille
15. Un vieil ami
16. Les Chasseurs de primes
17. L'Invasion de Solara
18. Le Cristal bleu
19. Le Cadeau de Victoire
20. Le Radar surpuissant
21. La Planète Edenis
22. Le Pouvoir de la pierre
23. Destination Joncar
24. L'Appel des loups
25. Mission humanitaire
26. Un étrange marché

## Distribution
- Nicolas Marié : Capitaine Nemo[2]
- Jerôme Rebbot : Ned Land[2]
- Annabelle Roux : Daïna, Victoire[2]
- Jean-François Kopf : Yonnak[2]
- Francis Lax : Maître fantôme[2]
- Michel Le Royer[2]
- Michel Barbey[2]
- Gérard Surugue[2]